# Alexeevca (Ungheni)
Alexeevca è un comune della Moldavia situato nel distretto di Ungheni di 1.215 abitanti al censimento del 2004.

## Località
Il comune è formato dall'insieme della seguenti località (popolazione 2004):
- Alexeevca (1.027 abitanti)
- Lidovca (91 abitanti)
- Săghieni (97 abitanti)